# Гай Корнелий (заговорник)
Вижте пояснителната страница за други личности с името Гай Корнелий.
Гай Корнелий (на латински: Gaius Cornelius; † 5 декември 63 пр.н.е.) е привърженик на Луций Сергий Катилина и участник в неговия заговор.
Той e конник от фамилията Корнелии. През 63 пр.н.е. участва в заговора на Катилина. В дома на Марк Порций Лека през нощта на 5 към 6 ноември се състои събиране на заговорниците, за да решат по-нататъшните си действия. Сенаторът Луций Варгунтей и Гай Корнелий трябва да посетят Цицерон на 7 ноември сутринта и го убият, за да превземат Рим в свои ръце. Катилина планува веднага след убийството на Цицерон да тръгне към Гай Манлий. Атентатът не успява, понеже Фулвия съобщава отново за плановете им на Цицерон. Заговорниците са осъдени на смърт на 5 декември 63 пр.н.е. и екзекутирани.